# 勧進
勧進（かんじん）は、仏教の僧侶が衆庶の救済のための布教活動の一環として行う行為の1つで勧化（かんげ）ともいう。勧請ともいう。直接民衆に説いて念仏・誦経などの行為を勧める者や寺院・仏像などの新造あるいは修復・再建のために浄財の寄付を求める者がいたが、中世以後には後者の行為を指すことが一般的となった。
なお勧請も、もともと仏教で仏に教えを請い、いつまでも衆生を救ってくれるよう請願することを指したが、日本では神仏習合によって神仏の霊を迎えての祈願を指すようになり、後に現在の意味に変化した。勧請は神道神社で使われることが多く、分霊ともいう。

## 概説

### 勧進とは
勧進とは、寺院の建立や修繕などのために、信者や有志者に説き、その費用を奉納させることをいう。そのことにより人びとを仏道に導き入れ、善行をなさしめるのが元来の意であったが、のちには寄付を集める方法として興行を催し、観覧料の収入をもってこれに当てるという意味としても広く用いられた。中世においては、橋や道路の修理・整備から官寺（鐘や仏像、写経をふくむ）の建設や修造など、本来は朝廷（国家）や国衙（地方行政機関）がおこなうべき公共事業も、勧進によってなされた。勧進をおこなう者は、勧進帳（後述）をたずさえて諸国を遍歴したり、橋のたもとや寺社の門前、関所などで「一紙半銭」の寄付を募った。

### 勧進聖らの活動
初期の勧進は主として勧進聖（かんじんひじり）・勧進僧（かんじんそう）・勧進上人（かんじんしょうにん）と呼ばれる僧侶によって担われていた。彼らは各地を遍歴しながら説法を行い、人々から銭や米の寄付を受けた。彼らは必要経費のみをそこから受け取り、残りを事業達成のための寄付に充てた。こうした勧進聖としては、奈良時代の行基や平安時代の空也・行円などが著名である。また、尼の中にも勧進活動に加わるものもおり、これを勧進比丘尼（かんじんびくに）と呼ぶ。ただし、勧進比丘尼の中には神仏習合の影響を受けて尼の形態をした巫女なども含まれており、また近世に入ると遊女的な行いをする者も存在したため、純粋な尼とは言えない者が多かった。それでも戦国時代の清順のように勧進活動によって寺院を再興した勧進比丘尼も少なからずおり、その活動も評価されるものであった。

### 勧進の普及
こうした勧進があまねく庶民に受容され、広く社会に浸透していくのは、およそ12世紀以降のことである。鐘については、保延7年（1141年）に大和国（奈良県）の金峯山寺の鐘が勧進僧道寂の勧進によって作られており、国家管理の橋であった山城国（京都府）の宇治橋や近江国（滋賀県）勢多橋も、12世紀に入ると勧進によって管理・維持がなされるようになっている。また、近江関寺の再興は治承3年（1179年）の南無阿聖人の勧進によるものである。

### 東大寺大勧進職
治承4年（1180年）の平氏政権による南都焼討によって東大寺は灰燼に帰した。後白河法皇は直ちに復興の意思を表し、勧進聖らに東大寺再建のための勧進活動への協力を求め、養和元年（1181年）、その責任者として重源を大勧進職（だいかんじんしょく）に任命した。
当時、61歳だった重源は勧進聖や勧進僧、土木建築や美術装飾に関わる技術者・職人を集めて組織して、勧進活動によって再興に必要な資金を集め、それを元手に技術者・職人が実際の再建事業に従事した。また、重源自身も、京都の後白河法皇や九条兼実、鎌倉の源頼朝などに浄財寄付を依頼している。途中、いくつもの課題もあったものの、重源と彼が組織した人々の働きによって東大寺は再建された。なお、重源は東大寺再建に際し、西行に奥羽への砂金勧進を依頼している。
以後も東大寺の施設の再建や管理維持のための役職として大勧進職は継続され、栄西（2代目）・行勇（3代目）・円爾（10代目）・忍性（14代目）・円観（24代目）らが任命され、戦国時代に財政難によって一度は廃絶されるも江戸時代の再建時には公慶が大勧進職を復興して東大寺の再建を果たしている。

### 勧進職の普及とその変質
東大寺を再建させたこの制度は他の寺院にも用いられて、有力寺院の再建には勧進職（かんじんしょく）が任命されるのが恒例とされた。特に鎌倉時代に律宗（真言律宗含む）が再興されると、律宗が僧侶の私利私欲を戒めて、利益を得た場合にはその公平な配分を義務付けたこと、更に新しい律宗が従来の教学研究専念を脱却して、布教による職人階層との関係を強めたことで評価を得て、勧進職に律宗僧を任じる傾向が増加していった。
だが、時代が進むにつれて朝廷や幕府などが勧進職に対して直接的な寄付を行うだけではなく、所領などを与えて（東大寺の周防国一国など）その収益から再建費用を捻出させるように取り計らったために、勧進職は一種の利権の絡む役職となり、更に律宗の衰微も加わって、勧進職を巡る寺内の抗争や、その収益を私する勧進職が出現するなど問題も生じた。また、熱心に再建に尽くした僧侶の中にも再建のための財源を勧進活動には依存せずに、朝廷や幕府、その他の有力者との政治交渉による再建費用獲得などに力を入れる者もいた。このため、勧進職と勧進聖らとの関係は希薄になることもあった。勿論、そのような時代になっても全国各地を回って勧進に尽力する勧進聖らも少なくなかったが、反面勧進聖を名乗って実態は物乞いなどの行為を行う者も現れる（前述の勧進比丘尼の遊女化もその1つである）ようになり、結果的に寺院内部（勧進職を含めて）や世間一般から蔑視されるような状況も生まれた。
後にこの「勧進」のスタイルを基にした様々な「勧進○○」と称されるものが出現することとなる。

## 勧進帳
勧進帳（かんじんちょう）とは、勧化帳（かんげちょう）とも呼ばれており、勧進の目的について書かれた巻物形式の趣意書を指す。
勧進の発願趣旨に始まり、念仏・誦経の功徳、寄付・作善に関わることによる功徳（現世利益・極楽往生）などを説いている。勧進聖は説教を聞くために集まった人々に対してこれを読み上げ、あるいは閲覧させて、寄付・作善を通じた結縁を呼びかけた。なお、勧進帳とは対として寄付の実績などを記した奉加帳がある。
これは、重源の東大寺再建時の勧進帳である。
東大寺勧進上人重源敬って白す。
特に十方檀那の助成を蒙り、絲綸の旨に任せ、土木の功を終へ、仏像を修補し、堂宇を営作せんと請う状
右当伽藍は風雨を天半に軼べ、棟甍の竦櫂を有ち、仏法恢弘の精舎、神明保護の霊地なり。原夫れ聖武天皇作治の叡願を発し、行基菩薩知識の懇誠を表す。加之、天照大神両国の黄金を出し、之を採りて尊像に塗り奉る。菩提僧正万里の滄海を渡り、これを崛して仏眼を開かしむ。彼の北天竺八十尺弥勒菩薩は光明を毎月の斎日に現じ、此の東大寺の十六丈盧舎那仏は利益を数代の聖朝に施す。彼を以って此に比するに、此猶卓然たり。是を以って代々の国王尊崇他無し。蠢々たる土俗帰敬懈るに匪ず。然る間、去年窮冬下旬八日、図らざるに火あり。延て此寺に及び、堂宇灰と成り、仏像煙と化し、跋提河の春の浪哀声再び聞え、沙羅林の朝の雲憂色重て聳え、眼を戴いて天を迎げば、則ち白霧胸に塞りて散せず。首を傾けて地に俯すれば、亦紅塵面に満ちて忽ち昏く、天下誰か之を歔欷せざらん。海内誰か之を悲歎せざらん。底露を摧かんより、成風を企つるに若かず。玆に因って、遠く貞観延喜の奮規を訪び、近く今上宣下の勅命に任せ、須らく都鄙をして、以って営作を遂げしむ可し、伏して乞う、十方一切同心合力、家々の清虚を謂ふこと莫れ、只力の能ふ所に任す可し。尺布寸鉄と雖も一木半銭と雖も、必ず勧進の詞に答え、各奉加の志を抽んでよ。然らば、即ち与善の輩結縁の人、現世には松柏の樹を指して比算し、当来に芙蕖の華に坐して結跏せん。其福無量得て記す加からざるもの乎。敬うて白す。
養和元年八月 日
勧進上人重源 敬白
別当法務大僧正大和尚（在判）
なお、歌舞伎の演目として知られる『勧進帳』も武蔵坊弁慶が富樫左衛門の前で勧進帳を読み上げる場面に由来している(なお、作中登場する勧進帳の文面は、上掲されている本来の文面とは異なる)。

## 勧進船
勧進船（かんじんぶね）は、中世に勧進を進めるために勧進聖らに乗船をさせた船。主に水上交通の要所を経由する船内で乗客のために説法などを行わせて寄付を募らせた。後に勧進を目的とした芸能の徒なども乗船させるようになったり、水上演芸船の様相を呈したものもあったという。

## 勧進興行

### 勧進平家
勧進平家（かんじんへいけ）は、寺社の改修費用などを集めるために琵琶法師が『平家物語』の全200句を語ったもの。平家詞曲相伝の立場からは、全句を語るのに要した時間はおよそ90時間から120時間程度とされている。
貞治2年（1362年）に、琵琶法師の検校明石覚一が勧進平家を演じた記録が、『師守記』の同年正月3日の条に見える。
今日家君密々聴聞五条高倉薬師堂覚一検校平給
なお、「五条高倉薬師堂」とは、狂言「因幡堂」で知られる京都市下京区の平等寺のことである。
勧進平家は、江戸時代にもさかんに行われ、複数の検校が約1ヶ月かけて交代で全句を語ることが多かったという。江戸時代の記録より、琵琶会などで好んで語られるのは50句程度であったものと推定されることから、愛好家にとっては、滅多に聴けない句を聴くことのできる、またとない機会となった。

### 勧進相撲
戦国時代後期、神社仏閣の再興や造営の費用を捻出するために勧進相撲が始まった。しかしこれはその発生当初から、各地の土地相撲が始めた営利性の強い興行で、便宜上「勧進」の名を被せたという側面がある。徳川幕府の禁令などを経つつも隆盛を極め、江戸時代の町人文化の重要な要素を占めるようになる。近代以降も伝統文化として存続し、1925年（大正14年）には大日本相撲協会（いまの日本相撲協会）へと発展して現在に至る。現在においても、地方巡業の主催者のことを勧進元とよぶことが多い。